# Relations entre les Îles Marshall et l'Union européenne
Les relations entre les Îles Marshall et l’Union européenne reposent principalement sur les accords ACP que l'archipel a rejoint en 2000.
L'Union européenne intervient aux Îles Marshall dans les domaines de la protection de l’environnement (énergie durable, préparation aux catastrophes, etc.) mais aussi dans le cadre de la défense des droits de l’homme (dont l’égalité des genres).

## Sources

## Compléments